# Prat d'Estaques
El Prat d'Estaques és una muntanya de 1.327 metres que es troba al municipi de Lladurs, a la comarca catalana del Solsonès.
Al cim podem trobar-hi un vèrtex geodèsic (referència 274092001).